# Heinrich von Alt-Lübeck
Heinrich von Alt-Lübeck (* vor 1066; † 22. März 1127) aus dem Geschlecht der Nakoniden war ein abodritischer Samtherrscher, der von 1093 bis 1127 über die elbslawischen Stämme der Wagrier, Polaben, Abodriten, Kessiner und Zirzipanen herrschte.
Nach seiner Rückkehr aus dem dänischen Exil ließ Heinrich 1090 den in Wagrien ansässigen abodritischen Samtherrscher Kruto umbringen und erlangte mit sächsischer Unterstützung in der Schlacht bei Schmilau 1093 auch die Herrschaft über Polaben und Abodriten. In der Folgezeit dehnte er seine Herrschaft bis an Oder und Havel aus und drang 1123/1124 bis nach Rügen vor. Das Prägen eigener Münzen, die Erhebung Alt-Lübecks zu seiner Residenz und die Errichtung einer steinernen Kirche sind Ausdruck seines überregionalen Herrschaftsanspruch. Als Heinrich gegen den Widerstand der antichristlichen und antisächsischen Opposition damit begann, die fest in ihrem heidnischen Glauben verwurzelte Bevölkerung zu missionieren, wurde er 1127 ermordet.
Unter Heinrich, in zeitgenössischen sächsischen Quellen als rex slavorum bezeichnet, erreichte das Abodritenreich seinen Höhepunkt. Heinrich gelang es in den mehr als 30 Jahren seiner Herrschaft, zwischen den expandierenden Königreichen der Dänen und der Deutschen einen Staat der Slawen aufzubauen. Nach innen vermochte er die heterogenen Verhältnisse hingegen nicht dauerhaft zu überwinden, wie am schnellen Zerfall des Reiches nach seinem Tod deutlich wird.

## Herkunft und Jugend
Heinrich entstammte mütterlicherseits dem dänischen Königshaus und väterlicherseits dem abodritischen Herrschergeschlecht der christlichen Nakoniden, das mutmaßlich seit 931 über das Abodritenreich regierte. Sein Vater, der abodritische Samtherrscher Gottschalk, kam 1066 in einem Aufstand des heidnischen abodritischen Adels ums Leben. Über seine Mutter Sigrid, eine Schwester oder Tochter des dänischen Königs Sven Estridsson, war er auch entfernt mit dem sächsischen Adelsgeschlecht der Billunger verwandt. Heinrich hatte einen älteren Stiefbruder Budivoj. Heinrich wuchs zunächst bei seinen Eltern auf der Mecklenburg auf, wo er in Gegenwart des Bischofs Johannes Scotus im christlichen Glauben erzogen wurde. Taufpate war der Hamburger Hochvogt und Graf von Hamburg, Heinrich I. 1066 floh Heinrich mit seiner Mutter vor den Aufständischen zu seinem Onkel Sven Estridsson an den dänischen Königshof.
Heinrich war verheiratet mit Slawinia, der vormaligen Frau Krutos. Er hatte mindestens vier namentlich bekannte Söhne Knut, Waldemar, Mistiwoj und Sventipolk sowie mit dessen Sohn Swinike einen Enkel.

## Leben
Von Dänemark aus fiel Heinrich 1090 nach Wagrien ein und begann seine Laufbahn mit Hilfe einer Frau, wie der Chronist Helmold von Bosau berichtet. Sein Gegenspieler Kruto, Anführer des heidnischen Adels, war mit Slawina verheiratet. „Heinrich fehlte es weder an Klugheit, noch an List, sich zu schützen. Frau Slavina nämlich, die Gattin Krutos, warnte ihn oft, indem sie ihm verriet, wie man nach seinem Leben trachte. Da ihr der ziemlich alt gewordene Gemahl zuwider war, fasste sie endlich den Plan, womöglich Heinrich zu heiraten. So lud Heinrich aufgrund der Anstiftung dieser Frau den Kruto zu einem Gastmahl, und als dieser, berauscht vom vielen Trinken, taumelnd das Gemach verließ, in dem sie gezecht hatten, streckte ihn ein Däne mit der Streitaxt nieder und enthauptete ihn mit einem Streich. Heinrich aber heiratete Slawina und nahm Land und Herrschaft ein.“ Heinrichs  Herrschaft bezog sich jedoch zunächst nur auf Wagrien, doch machte er als Nakonide die angestammte Samtherrschaft über alle abodritischen Teilstämme geltend.
Unter einer zukünftigen Herrschaft Heinrichs sahen Abodriten und Polaben jedoch die verhassten Abgaben wieder auf sich zukommen und sammelten ein Heer. Heinrich, der Dänemark und Sachsen im Rücken hatte, schlug ihr Aufgebot jedoch 1093 in der Schlacht bei Schmilau. Helmold will von Augenzeugen gehört haben, dass es der Glanz der sinkenden Sonne war, der die Slawen so sehr blendete, dass sie nichts sehen konnten. Nach diesem Sieg eroberte Heinrich die abodritischen und wagrischen Burgen und machte sich den Teilstamm der Abodriten tributpflichtig. Im Gegensatz zu seinem Vater verfolgte er keine konsequente Missionspolitik. Die paganen abodritischen Fürsten scheint er sogar in ihren Ämtern belassen zu haben. Er stellte den Landfrieden wieder her und wählte Liubice zu seiner bevorzugten Residenz, da dieser Ort genau an der Nahtstelle zwischen den mecklenburgischen, den wagrischen und den polabischen Abodriten lag.
Heinrich wehrte 1100 einen Angriff der Ranen auf die Burg Liubice ab und machte nach und nach alle an der Ostsee wohnenden Slawen zinspflichtig, auch die Liutizen, Kessiner, Zirzipanen und Pomeranen. Seine Macht reichte bis zu den Brizanen und Stoderanen um Havelberg. Mit Adolf von Schauenburg, den Herzog Lothar III. um 1111 als Graf für Holstein eingesetzt hatte, lebte er in gutem Einverständnis. Als 1123 sein Sohn Waldemar von Ranen erschlagen worden war, unternahm er einen Winterfeldzug über die vereiste Ostsee gegen die Bewohner Rügens, deren Priester sich von der drohenden Vergeltung für eine immense Summe freikauften.
1126 kam Vizelin zum „Slawenkönig“ Heinrich nach Liubice und bat ihn um Erlaubnis, in seinen Landen missionieren zu dürfen. Diese Erlaubnis erteilte Heinrich und übergab ihm die Kirche in Liubice, „dass sie dort in Sicherheit bei ihm bleiben und Gottes Werke betreiben könnten.“ Vizelin und seine Begleiter kehrten nach Sachsen zurück, um sich auf den Aufenthalt im Slawenland vorzubereiten. Da erfuhren sie, dass Heinrich gestorben sei. In der Chronik des Michaelisklosters zu Lüneburg heißt es, er sei ermordet und auf dem Lüneburger Kalkberg begraben worden; Helmolds Schweigen macht das fraglich.